# Maechidius lobaticeps
Maechidius lobaticeps är en skalbaggsart som beskrevs av Frey 1969. Maechidius lobaticeps ingår i släktet Maechidius och familjen Melolonthidae. Inga underarter finns listade i Catalogue of Life.